# المحاسبة الإلكترونية
المحاسبة الإلكترونية (بالإنجليزية: E-accounting)‏ أو المحاسبة عبر الإنترنت هي تطبيق لتقنيات الإنترنت والإنترنت لوظيفة محاسبة الأعمال. على غرار البريد الإلكتروني باعتباره نسخة إلكترونية من البريد التقليدي، فإن المحاسبة الإلكترونية هي «التمكين الإلكتروني» للمحاسبة القانونية وعمليات المحاسبة التي يمكن تتبعها والتي كانت تقليديًا يدوية ورقية.
تتضمن المحاسبة الإلكترونية أداء وظائف محاسبية منتظمة، وبحوث محاسبية، وتدريب وتعليم في مجال المحاسبة من خلال أدوات محاسبية مختلفة قائمة على الإنترنت أو على الكمبيوتر، مثل مجموعات الأدوات الرقمية، وموارد الإنترنت المختلفة، والمواد الدولية المستندة إلى الويب، وقواعد بيانات المؤسسات والشركات. التي تعتمد على الإنترنت وروابط الويب وبرامج المحاسبة القائمة على الإنترنت وأدوات جداول البيانات المالية الإلكترونية لتوفير اتخاذ قرارات فعالة.
تعتمد المحاسبة عبر الإنترنت من خلال تطبيق ويب عادةً على نهج بسيط للرسوم الشهرية والإدارة الصفرية لمساعدة الشركات على التركيز على الأنشطة الأساسية وتجنب التكاليف المخفية المرتبطة ببرامج المحاسبة التقليدية مثل التثبيت والترقيات وتبادل ملفات البيانات والنسخ الاحتياطي والكوارث التعافي.
لا تحتوي المحاسبة الإلكترونية على تعريف موحد، ولكنها تشير فقط إلى التغييرات في المحاسبة بسبب تقنيات الحوسبة والشبكات. يتم تقديم معظم خدمات المحاسبة الإلكترونية على أنها SaaS (البرمجيات كخدمة).

## الاستخدامات
- حسابات قابلة للدفع
- الذمم المدينة

## روابط خارجية
- E-Accounting solutions على مشروع الدليل المفتوح